# Amok (Album)
Amok ist das Debütalbum der Band Atoms for Peace.
Es erschien am 25. Februar 2013 auf dem Label XL Recordings und wird dem Genre Alternative Rock zugerechnet.

## Titelliste
1. Before Your Very Eyes... – 5:47
2. Default – 5:15
3. Ingenue  – 4:30
4. Dropped  – 4:57
5. Unless  – 4:40
6. Stuck Together Pieces  – 5:29
7. Judge, Jury and Executioner  – 3:30
8. Reverse Running  – 5:06
9. Amok  – 5:29

## Entstehungsgeschichte
Im Jahr 2009 trafen sich die Bandmitglieder, um Songs des Albums The Eraser von Thom Yorke aufzuführen. Nachdem die Tournee 2010 geendet hatte, verbrachte die Band drei Tage damit zu jammen und Tonaufnahmen zu machen. Yorke beschrieb seine Rolle in den Jamsessions als "dirigierend", er zeigte der Band elektronische Musik, die er komponiert hatte, um sie dann mit Live-Instrumenten neu einzuspielen. Thom Yorke und Produzent Nigel Godrich bearbeiteten und arrangierten die Aufnahmen der Jamsessions über einen Zeitraum von zwei Jahren.

## Veröffentlichungen
Die erste Single Default wurde als Musikdownload am 10. September 2012 und am 19. November auf Vinyl veröffentlicht. Die zweite Single Judge, Jury and Executioner wurde am 7. Januar 2013 als Musikdownload und am 19. März 2013 auf Vinyl herausgegeben.
Ein Musikvideo für Ingenue wurde am 28. Februar 2013 veröffentlicht.